# Elena Nikandrovna Klokacheva
Elena Nikandrovna Klokacheva (em russo:  Елена Никандровна Клокачёва, também conhecido como Klakachova (Клакачова) e Klakacheva (Клакачева); São Petersburgo, 25 de novembro de 1871 - c. 1943), foi uma pintora conhecida principalmente por um dos poucos retratos existentes de Rasputín, agora no Hermitage. Em 1942 e 1943, durante o cerco de Leningrado, ela desenhou alguns retratos de médicos militares espanhóis pertencentes à Divisão Azul da Wehrmacht. 

## Biografia
Elena Nikandrovna Klokacheva nasceu em uma família distinta de oficiais da marinha. Fedot Alekséevich Klokachev (Федот Алексеевич Клокачёв, 1739-1783), vice-almirante da frota do Mar Negro, era o trisavô de Klokacheva. Seu pai, Nikandr Nikolaevich Klokachev (Никандр Николаевич Клокачёв), era contra-almirante. 
Ela estudou no ginásio "Maria Nikolaevna Stoiunina" e, desde 1891, na Academia Imperial de Artes . 
Desde 1902, ela apareceu no diretório All Petersburg (Весь Петербург), às vezes como Klokacheva e outros como Klakacheva, com endereços diferentes. Desde 1906, ela viveu na rua Serguiévskaya, que mudou seu nome para Chaikovskogo, em 1923. A partir de 1917, seu nome desaparece do diretório. Em 1922 ela passou a viver em Pavlosvsk. 
Em 1910, a escritora Evdokiia Nagródskaia (Евдокия Аполлоновна Нагродская) dedicou a Klokachova seu romance The Wrath of Dionysus (Гнев Диониса, São Petersburgo, Тип. О.о.ой. 
Em 1942 e 1943, a Divisão Azul Espanhola, participando do Cerco de Leningrado, esteve em Pavlovsk. Klokacheva fez retratos de carvão de alguns médicos militares espanhóis que estavam lá. Suas famílias têm dois desses retratos na Espanha. 
A data e o local de sua morte são desconhecidos. 

## Carreira artística
Estudou pintura na Academia Imperial de Artes de São Petersburgo (Императорская Академия Xудожеств); durante 1891 e 1892 com Pavel Chistiakov e depois com Pavel Kovalevsky (Па́вел О́сипович Ковале́вский). Em 1899, ela foi para Munique para estudar com o pintor esloveno Anton Ažbe e com Franz von Lenbach. 
Klokacheva participou de algumas das exposições do grupo Peredvizhniki (The Wanderers ou The Itinerants), cujo membro mais conhecido era Ilya Repin. 
Em 1901, ela recebeu o título de "artista" (russo: художника) por seu filme "B nos bastidores " (За кулисами). A Academia havia aceitado a "associação plena" das mulheres apenas em 1873.
Em 1907, a Academia adquiriu seu trabalho no circo; sua foto Dias difíceis e um retrato de sua amiga, a historiadora de arte Olga Bazankur foram exibidos em São Petersburgo e Moscou.
Em 1909, ela participou da exposição "primavera" na Academia Imperial de Artes com seu trabalho "Sátiro e Ninfa".
Klokacheva participou dos círculos artísticos de seu tempo em São Petersburgo; ela era amiga das escritoras Nadezhda Aleksandrovna Lujmanova e Evdokiia Nagródskaia. Na Academia Imperial, algumas de suas colegas foram Maria Alekseevna Fedorova (Elizabeta Mijailovna Martynova, Elizabeta Mijailovna Martynova e Anna Petrovna-Lebou. Posou para a fotógrafa Elena Lukinichna Mrozovskaya -Helène de Mrosovsky. 

## Trabalhos

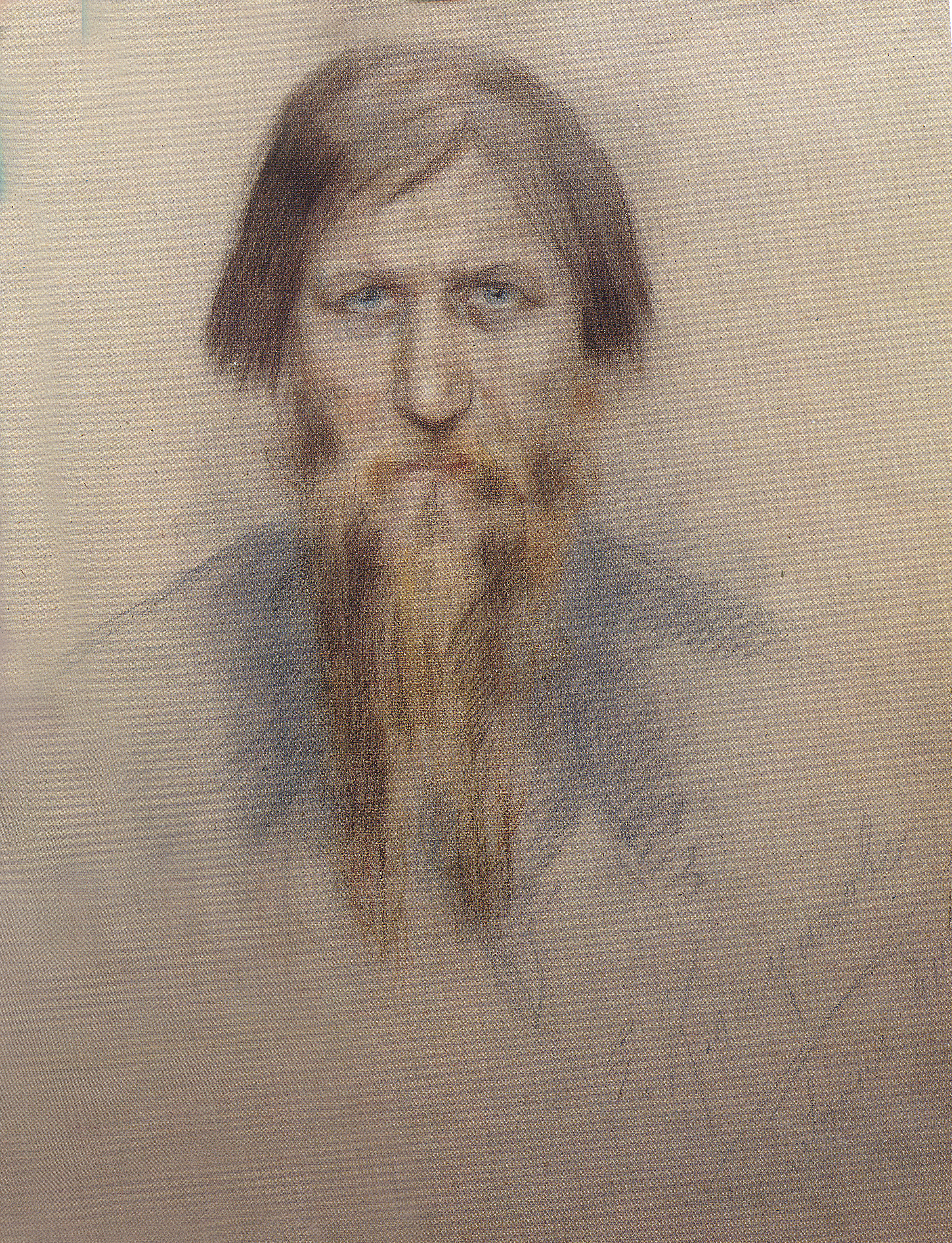
Retrato de Grigori Rasputin por EN Klokacheva, 1914

- Retrato de Rasputin, assinado e datado em 1914, lápis de cor e pastel sobre cartão cinza, 81,5 x 56   cm, Museu Hermitage, São Petersburgo
- Uma cena da vida dos boiardos, assinados, óleo sobre tela, 107 x 76   cm
- No circo, 1901, óleo, reproduzido em Niva, 22, 1902, p.   429
- Ícaro, 1901, óleo, reproduzido na revista Niva ([5] ива [5] ), 6, 1902, pág. 104 e em cartões postais na virada do século XX
- Carrossel, 1904, óleo
- Г-жи Л. К, [6] 1904
- Retrato de Krasinski,[7] 1905, lápis de cor
- Moça, 1905
- Retrato de Olga Bazankur, 1906, lápis de cor, reproduzido em Нива, 46, 1908, p.   798
- Dias difíceis, 1907, óleo
- Retrato do general Aleksandr Kiriev, 1907, reproduzido em Новое Время, 14 de fevereiro de 1907, p.   6
- Mulheres tártaras, 1908
- Retrato de MA Lishin,[8] 1908
- Retrato do artista Aksarina,[9] 1909, lápis de cor
- Sátiro e ninfa, 1909, pastel, reproduzido em Огонëк, 10, 1909, p.   15, e em cartões postais na virada do século XX
- Retrato da atriz Cech Bella Gorskaya (Бэлла Горская), 1911, lápis de cor
- Legenda do cavaleiro Romuald de Borgonha, 1911, óleo

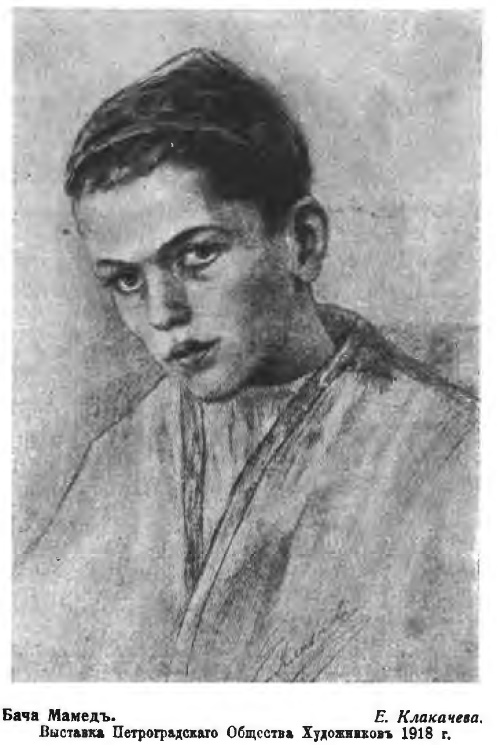
Bacha Mamed, E. Klokacheva, 1918

- O guerreiro ou Churila Plenkovich, 1911, reproduzido em cartões postais na virada do século XX
- Портрет арт. Миесс Мод Робертсон, 1911
- Retrato do cantor M. Karinskaya,[10] 1911
- Amor, 1912, óleo, reproduzido em cartões postais na virada do século XX
- Retrato do cardeal Rampolla, 1913, reproduzido em novembro de 14 de dezembro de 1913, p.   8
- Горе, 1913, óleo
- No bazar de Samarcanda, 1914
- Nos telhados de Samarcanda, 1914 , óleo, reproduzido em cartões postais na virada do século XX
- Beco de Samarcanda, 1915
- Retrato do conde J. de Lalaing,[11] 1915, reproduzido em Новое Время, 14 de novembro de 1915, p.   11
- Na rua ( На улице ), 1915, reproduzido em Огонëк, 47, 22 de novembro de 1915
- Bazar ( Базар), 1915
- Retrato da Atriz Inglesa Douglas , 1915, reproduzida em Огонëк, 47, 22 de novembro de 1915
- Tunísia ( Тунис ), 1917
- Retrato do escritor Pyotr Gnedich, reproduzido em Niva, 6, 1917, p.   95
- Retrato de Sergei Zavadsky (Сергей Владиславич Завадский), 1917
- Conto Oriental, 1918
- Bacha Mamed, reproduzido em Нива, 18, 1918, p.   276
- Sonho, reproduzido em cartões postais na virada do século XX
- Fofocas
- O cisne tsarevich
- Retratos de Cristóvão da Grécia, Lev Kasso e o general Ivan Dumbadze

## Galeria

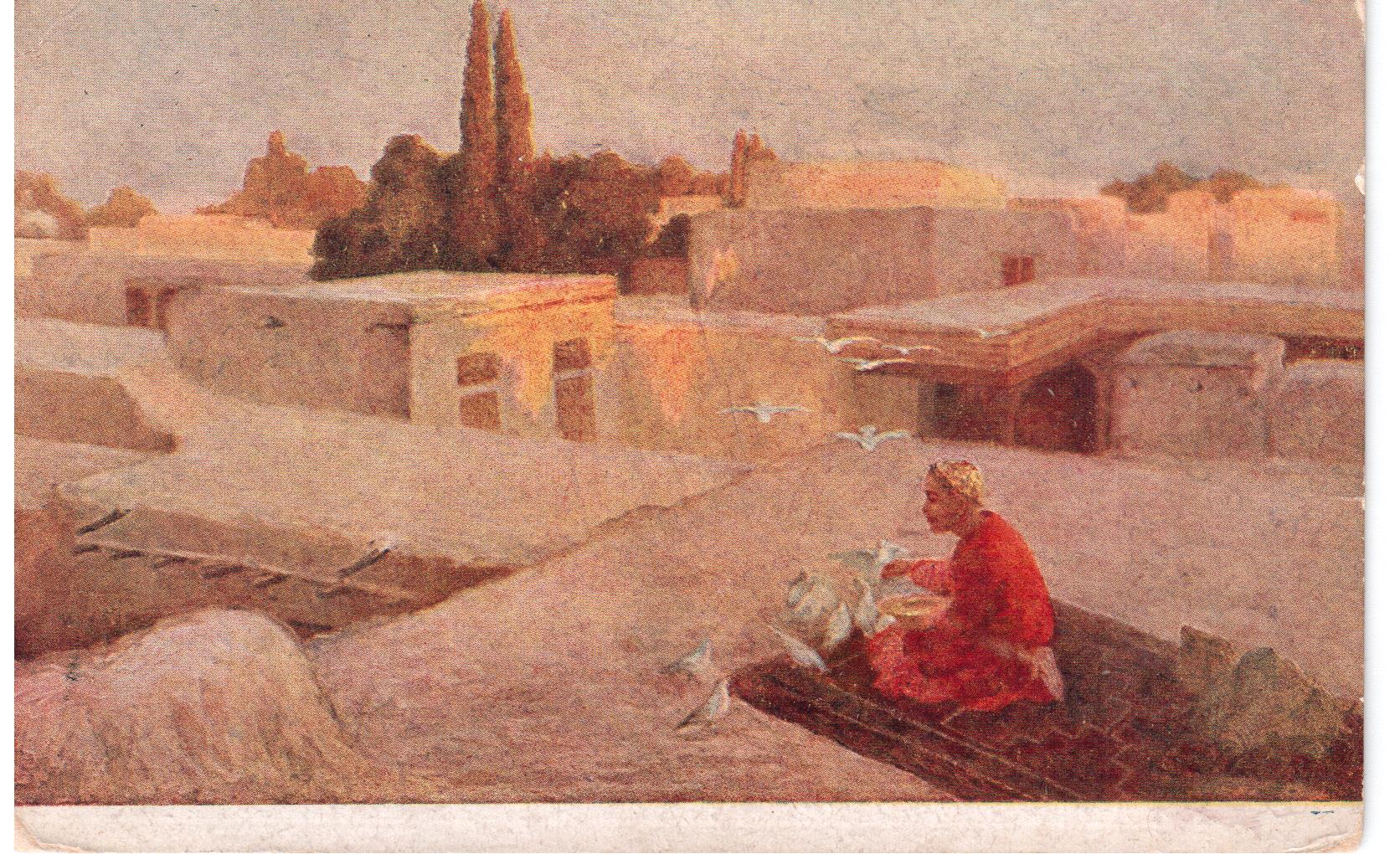
Nos telhados de Samarcanda ( На крышах Самарканд ), 1914 , óleo, reproduzido em cartões postais em 1916
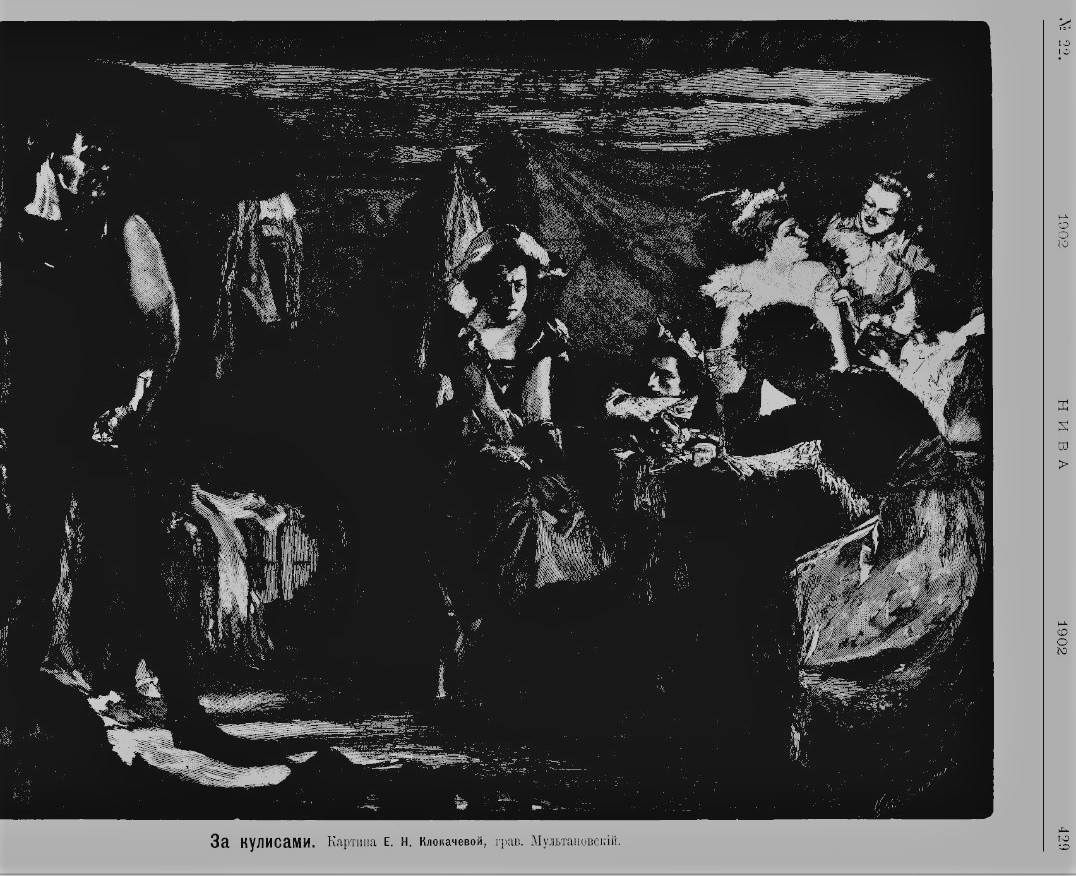
Nos bastidores (За кулисами), 1901, óleo, reproduzido em Niva, 22, 1902, p.   429